# Jesús López (egiptólogo)
Jesús López (Madrid, 1933 - Le Chesnay, 2002) fue un egiptólogo español, concretamente su figura en sí misma se consolida como la "primera generación de egiptólogos" a nivel nacional.

## Trayectoria
A finales de los años 50 se trasladó a Francia donde se formó y trabajó junto a figuras destacas como Georges Posener (en ese entonces ostentaba la cátedra de Egiptología en el Collège de France). En el e1961 se trasladó a París debido a la obtención de la plaza "Ingenieur" en el CNRS, donde posteriormente desarrolló una amplia carrera profesional, llegando a ostentar unos años después "Chargé de recherceh".  
En cuanto al trabajo en yacimientos arqueológicos es imprescindible destacar su labor como epigrafista durante las Campañas de salvamento de los monumentos de Nubia, donde la Unesco lanzó un llamamiento para poder preservarlos ante el desarrollo del proyecto de la presa de Asuán. Las campañas se extendieron entre el 1960 hasta el 1980.
También señalar su trabajo en el Proyecto de Investigación en Ehnasya el Medina (Heracleópolis Magna), entre el 1966 hasta el 1984, donde trabajó como directo de campo, junto con Presedo.
Posteriormente a partir del 1992 inició su actividad docente en España, concretamente en Barcelona, impartiendo clase en la Universidad de Barcelona y la Universidad Autónoma de Barcelona. El inicio de esta docencia sucedió por la invitación que recibió por el director del momento, del Institut d'Estudis del Próxim Orient Antic (IEPOA), Gregorio del Olmo Lete. 
También impartió cursos de lengua neoegipcia, de hieratico y de literatura tanto media como neogipcia en el CSIC, invitado en esta ocasión por José Manuel Galán. 

## Campañas Arqueológicas
- Campaña de salvamento de los monumentos de Nubia llamamiento por la UNESCO (1960-1980). Su papel en estas campañas principalmente fue como epigrafista[2]
- Proyecto de Investigación en Ehnasya el Medina - Egipto (Heracleópolis Magna), se iniciarón las excacvaciones el 20 de febrero del 1966. Jesús López, junto con Presedo fueron los Directos de campo hasta el 1984.[3]

## Obra
- Ostraka ieratici  (Museo Egizio di Torino), Editorial Cisalpino, 1982 (un total de 4 volúmenes).
- Cuentos y fábulas del Antiguo Egipto, Editorial Trotta, 2023.

## Fondo documental
El fondo documental de Jesús López (1933-2002) constituya sin duda un testimonio individual de gran relevancia para el patrimonio y de l desarrollo de la disciplina a nivel nacional. El material compone no solo las vivencias de López en calidad de investigador, académico y docente, sino que también recoge un testimonio sin precedentes de las campañas y viajes realizado a Egipto entre las décadas de los 60's en adelante. 
Actualmente el fondo forma parte del catálogo de la Universidad de Autónoma de Barcelona, concretamente gestionado por el archivo y la Biblioteca de Humanidades de dicha universidad.
El material fue digitalizado con el fin de garantizar el acceso, consulta y preservación del mismo.